# Brillenzaunkönig
Der Brillenzaunkönig (Cyphorhinus phaeocephalus) ist eine Vogelart aus der Familie der Zaunkönige (Troglodytidae), die in Honduras, Nicaragua, Costa Rica, Panama, Kolumbien und Ecuador verbreitet ist. Der Bestand wird von der IUCN als nicht gefährdet (Least Concern) eingeschätzt.

## Merkmale
Der Brillenzaunkönig erreicht eine Körperlänge von etwa 11,5 bis 12,5 cm bei einem Gewicht von etwa 25,0 bis 26,0 g. Die Ohrdecken, der Backenbereich, das Kinn und die Kehle sind kastanienfarben von dem sich nur einige düstere Federn unter und hinter dem Auge abheben. Ganz wenige Exemplare haben weiße Kinn und Kehlfedern. Dazu hat er einige Schnabelborsten, die aber spärlich verteilt sind und sehr kurz sind. Um die Augen hat er einen Ring aus Haut. Dieser Ring ist gräulich um das Auge und blau bis grau hinter dem Auge. Die Iris ist braun. Der vordere Oberkopf kann eine kastanienfarbene Färbung haben, doch meist sind es braune Federn, die hier dominieren und ebenso den Oberkopf, den Nacken, die Schultern, den Rücken und die Brust verzieren. Die braunen Rückenfedern haben eine graue Basis. Die bräunliche Brust wirkt oft matter als der Rest des Körpers. Zerfurchte Federn an Bauch und Brust, vermutlich durch Milben hervorgerufen, sind relativ häufig. Er hat abgerundete stummeligen Flügel, die braun mit schwarzen Streifen sind und an den Schirmfedern und den Säumen am auffälligsten wirken. Er hat einen kurzen Schwanz. Die braunen Steuerfedern sind von vielen schwarzen Binden durchzogen. Im Gegensatz zu vielen anderen Zaunkönigen besitzt er nur zehn und nicht wie bei vielen anderen zwölf Steuerfedern. Die Beine sind schiefergrau bis schwarz, der an der Basis gebogene Schnabel schwarz.

## Verhalten und Ernährung
Der Brillenzaunkönig gilt als territorialer Jäger und Sammler, der mehr als 80 % seiner Zeit mit Futtersuche verbringt. Dabei sucht er ca. 75 % seiner Beute im Laubabfall. Die Suche nach Nahrung verläuft stereotyp nach gewissen Mustern. So wirbelt er meist Laub umher und untersucht dann den vom Laub gesäuberten Platz oder er untersucht die Unterseite von Blättern. Nach dem Konsum einer Beute wippt er oft mit dem Kopf, ein Verhalten, das bisher nicht wissenschaftlich erklärt werden kann. Bei einer Studie von Brigitte Poulin und Gaëtan Lefebvre im Jahr 1996 in den Tiefebenenwäldern in Zentralpanama wurde der Mageninhalt einiger Brillenzaunkönige untersucht. Dabei waren Spinnen mit 46,1 % die häufigste Beute. Außerdem fand man Doppelfüßer, Heuschrecken und Käfer. Bei 96,2 % handelte es sich um bodenbewohnende Gliederfüßer. Wirbeltiere wie Frösche und Echsen machten nur 3,9 % der Beute aus. Dieses Ergebnis steht im Einklang mit der Beute anderer Zaunkönig-Arten, die sich auch fast ausschließlich von Wirbellosen ernähren. Der Brillenzaunkönig unterhält das Jahr über eine monogame Beziehung, die über mehrere Jahre dauern kann. Männchen und Weibchen leben in unmittelbarer Nähe. Beim Eindringen von Artgenossen in sein Revier reagiert der Brillenzaunkönig aggressiv. Er ist meist die gesamte Zeit in Familiengruppen von 2–5 Individuen unterwegs.

## Lautäußerungen
Als typischer Singvogel vermittelt der Brillenzaunkönig seine Gesangskünste von Generation zu Generation. Der Gesang wird als eine Serie klarer melodiöser Pfiffe, überlagert von rauen Hennen artigem Gackern beschrieben. Alternativ wird es als weiche klare Pfiffe in verschiedener Tonhöhe mit eingestreuten kehligen Gluckern und Zirpen beschrieben. Beide Geschlechter singen und verteidigen das ganze Jahr ihr zu verschiedenen Zwecken genutztes Territorium. Dabei gibt es zwischen den Geschlechtern Variationen im Gesangsverhalten. In Panama wurden im Repertoire eines Einzelexemplars neun verschiedene Liedtypen festgestellt.

## Fortpflanzung
Der Brillenzaunkönig baut zwei verschiedene Nester, ein Schlaf- und ein Brutnest. Das Schlafnest bestehen aus Würzelchen, Pilzrhizomorphen, Streifen abgestorbener Palmwedel, kleinen Zweigen und gelegentlich grüner Vegetation wie Farnwedeln und verrottendem Pflanzenmaterial. Meist sind sie mit Blattskeletten ausgelegt und haben keine klare kelchförmige Struktur. Im Gegensatz dazu haben Brutnester im Allgemeinen eine ausgeprägte „L“-Form und eine klar abgezeichnete Nestschale unter dem Haupteingang. Für den Bau beider Nester wird ähnliches Material verwendet, wobei man im Brutnest eher keine Konturfedern anderer Vögel findet. Bisher wurden Brillenzaunkönige in jedem Monat des Jahres außer im März beim Nestbau beobachtet. Beide Geschlechter helfen beim Nestbau und schleppen tote Blätter und anderes Material zum Bau an. Darüber hinaus helfen oft die Nachkommen einer Familiengruppe bei der Instandhaltung bereits gebauter Nester. Laut einer Studie beginnt er den Bau von 90 % der Brutnester vor der Brutsaison. In einer Studie fand man heraus, dass Brillenzaunkönige ihre Schlafnester in mindestens neun verschiedenen Arten von Unterholz-Bäumen platzierten, darunter Oxandra longipetala, Poulsenia armata, Brechsträucher, Bactris, Castilla elastica, Rhinoria, Gustavia, Acacia melanoceras und Asplundia. Alle Brutnester wurden im Unterholz von Bäumen angelegt. Für Brutnester wurden weniger Baumarten verwendet, als für Schlafnester. Brutnester werden im Durchschnitt höher über dem Boden platziert, als Schlafnester. Die Nester befinden sich ca. 0,6 bis 2,5 Meter über der Erde. Sowohl während der Brut- als auch während der Nestbauzeit schlafen die Männchen und Familienmitglieder getrennt in einem Schlafnest, während das Weibchen mit dem neuen Nachwuchs allein im Brutnest verbleibt. Im Alter von acht bis zwölf Monaten kommt es beim Brillenzaunkönig zu ersten Brut. In der Regel legt er zwei Eier, manchmal auch drei. Diese sind weiß mit braunen Sprenkeln am dickeren Ende. Nach dem flügge werden können Jungtiere sich vier bis achtzehn Monate weiter bei den Eltern aufhalten. Anders als bei anderen Zaunkönigen der Gattung Campylorhynchus helfen diese aber nicht bei der Aufzucht der nächsten Generation.

## Verbreitung und Lebensraum
Der Brillenzaunkönig bevorzugt die feuchten Tiefebenenwälder und Sekundärvegetationswälder von Honduras, Nicaragua, Costa Rica, Panama, Kolumbien und Westecuador. In den trockenen Wäldern in Mittelamerika an der Pazifikküste kommt er nicht vor. Er gilt als Bewohner der Neotropen und es scheint keine Zugbewegungen in den Breitengraden zu geben. Am reichlichsten findet man ihn in den Tiefebenenwäldern seines Verbreitungsgebiets. So bewegt er sich in Höhenlagen von Meeresspiegel bis 900 Meter in Panama und von Meeresspiegel bis 1050 Meter in Costa Rica. Es gibt Berichte von Zugbewegungen in den Höhenlagen.

## Unterarten
Es sind fünf Unterarten bekannt:
- Cyphorhinus phaeocephalus richardsoni Salvin, 1893[3] kommt von Honduras bis in den Westen Panamas vor. Die Subspezies ähnelt C. p. lawrencii doch ist der Bürzel heller rötlich. Die schwärzliche Färbung der Backenbereiche fallen weniger aus.[1]
- Cyphorhinus phaeocephalus lawrencii Lawrence, 1863[4] kommt in Zentralpanama bis in den Nordwesten Kolumbiens vor. Die Subspezies hat eine rötliche Kehle, die sich von der blasseren Brust abhebt.[1]
- Cyphorhinus phaeocephalus propinquus (Todd, 1919)[5] ist im Norden Kolumbiens verbreitet. Die Unterart ist auf Ober- und Unterseite blasser und die Kehle hebt sich farblich deutlicher von der Brust ab.[1]
- Cyphorhinus phaeocephalus chocoanus (Meyer de Schauensee, 1946)[6] ist im westlichen Kolumbien verbreitet. Die Unterart ist auf der Oberseite dunkler, als die Nominatform, der Oberkopf ist schwärzlich, das Kinn und der Backenbereich sind auffällig schwarz, die Brust unterscheidet sich farblich kaum vom Bauch.[1]
- Cyphorhinus phaeocephalus phaeocephalus Sclater, PL, 1860[7] kommt vom Südwesten Kolumbiens bis in den Süden Ecuadors vor.

Cyphorhinus phaeocephalus infuscatus Zimmer, JT, 1932 wird heute als Synonym zu C. p. richardsoni betrachtet. Die Unterart wirkt dunkler als C. p. lawrencii und hat oft einen auffälligen schwärzlichen Oberkopf.

## Etymologie und Forschungsgeschichte
Die Erstbeschreibung des Brillenzaunkönigs erfolgte 1860 durch Philip Lutley Sclater unter dem wissenschaftlichen Namen Cyphorinus phaeocephalus. Das Typusexemplar hatte Louis Fraser in der Provinz Esmeraldas gesammelt. In Johann Jakob von Tschudis Avium conspectus führte Jean Louis Cabanis die für die Wissenschaft neue Gattung Cyphorhinus für den Kastanienbrust-Zaunkönig ein. Dieser Name leitet sich von »cyphos, cyptō κυφος, κυπτω« für »Auswuchs, Höcker, sich bücken« und »rhis, rhinos ῥις, ῥινος« für »Nase« ab. Der Artname »phaeocephalus« ist ein griechisches Wortgebilde aus »phaios φαιος« für »dunkel, braun, grau« und »-cephalos, cephalē -κεφαλος, κεφαλη« für »-köpfig, Kopf«. »Richardsoni« ist William Blaney Richardson (1868–1927) gewidmet, »lawrencii« George Newbold Lawrence. »Chocoanus« bezieht sich auf das Departamento del Chocó. »Propinquus« bedeutet »verwandt, ähnlich« von »prope, pro« für »nahe, gleich wie«. »Infuscatus« bedeutet »düster« von »infuscare, infuscus« für »dunkel machen, dunkel, schwärzlich«.